# Haidberg (Zell)
Der Haidberg ist ein bewaldeter Bergrücken aus Serpentinit bei Zell im Fichtelgebirge im Nordwesten des Fichtelgebirges bzw. im Südosten der Münchberger Hochfläche.

## Lage und Topografie
Der Haidberg liegt etwa einen Kilometer südwestlich des Marktes Zell im südlichen Landkreis Hof. Traditionell-landläufig wird er dem Fichtelgebirge zugerechnet. Naturräumlich liegt er jedoch am Südostrand der Münchberger Hochfläche. Der Haidberg ist ein lang gestreckter, bewaldeter Bergrücken, dessen höchster Punkt auf 692,5 m ü. NN liegt. Erschlossen ist der Haidberg durch einen bequem zu begehenden Naturlehrpfad von 1,5 km Länge. Über den Haidberg verläuft die Wasserscheide zwischen den Einzugsgebieten von Sächsischer Saale und Main bzw. Elbe und Rhein. Ein mit Grundwasser gefüllter ehemaliger Steinbruch an der Ostflanke des Berges hat den Schutzstatus eines Geschützten Landschaftsbestandteiles und Geotops. Er ist nicht frei zugänglich. Der gesamte Bergzug ist seit 2004 als europäisches NATURA-2000-Schutzgebiet (FFH-Gebiet) "Serpentinstandorte am Haidberg südwestlich Zell" ausgewiesen. Dadurch werden die durch den Landschaftspflegeverband Hof seit 1990 wieder geschaffenen Borstgrasrasen, Heiden und Felsvegetation mit einer besonderen Flora geschützt.

## Name
Haidberg ist ein landschaftsbezogener Name und deutet auf die frühere Nutzung des Bergrückens als Weide, die nachweislich bis in das frühe 20. Jahrhundert baumlos war. Bewachsen war er mit Magerrasen und Zwergstrauchheiden.  Der flachgründige nährstoffarme Standort ist der landwirtschaftlichen Nutzung nicht zugänglich. Nach Aufgabe der Weidenutzung wurde er in den 50er-Jahren fast vollständig mit Fichten aufgeforstet. Es gibt auch für diesen Berg Hinweise auf die heidnischen Wenden, die dort ihre Gottheiten in einem „heiligen Hayn“ verehrten. Davon den Namen Haidberg abzuleiten, muss stark bezweifelt werden.
Wegen einer geologischen Besonderheit, dem Mineral Magnetit, erhielt er den Beinamen „Magnetberg des Fichtelgebirges“. Die daraus resultierende Ablenkung von Kompassnadeln wurde bereits von Alexander von Humboldt erwähnt.

## Geologie
Der Haidberg gehört regionalgeologisch zur Münchberger Gneismasse zwischen dem von Tonschiefer geprägten Frankenwald und dem überwiegend granitischen Fichtelgebirge. Die Münchberger Masse nimmt im paläozoischen Grundgebirge Oberfrankens eine geologische Sonderstellung ein, denn sie bildet eine etwa 35 km lange und 15 km breite „Insel“ aus metamorphem Gestein.
Der Haidberg gehört zur sogenannten Phyllit-Prasinit-Einheit im Randbereich der Münchberger Masse und besteht zu einem Großteil aus Serpentinit. Das Gestein Serpentinit hat einen vergleichsweise hohen Anteil an ferrimagnetischen Mineralen, vor allem Magnetit, wodurch das Gestein relativ stark magnetisiert werden kann. Auch der Serpentinit des Haidbergs ist magnetisiert, wobei die stärkste Magnetisierung ihre Ursache in Blitzeinschlägen hat. Die Ablenkung der Kompassnadel in der Nähe des Haidberg-Serpentinits fiel bereits 1797 dem berühmten Naturforscher Alexander von Humboldt auf. Als preußischer Oberbergmeister war er von dieser Entdeckung begeistert und beschrieb den Haidberg als „Magnetberg“.

## Geotop
Der ehemalige Serpentinitbruch ist vom Bayerischen Landesamt für Umwelt als bedeutendes Geotop (Geotop-Nummer: 475A028) ausgewiesen.

## Flora und Fauna
Im Jahr 1799 wurde berichtet, dass der gesamte Haidberg kahl war und von den umliegenden Bauern als Viehweide benutzt wurde. Erst um die Jahrhundertwende bewaldete sich der Bergrücken durch die zurückgehende Beweidung nach und nach mit Kiefer und Fichte. Es blieben jedoch größere Freiflächen erhalten, die wegen ihres spärlichen Wuchses und ihrer Flachgründigkeit Magerrasen genannt werden. Magerrasenstandorte auf Serpentinit stellen in Deutschland eine ausgesprochene botanische Seltenheit dar. Zur weiteren Entwicklung wird der gesamte Südhang stark aufgelichtet, um die lebensraumtypischen Pflanzen zu erhalten. Solche sind Heidekraut, Schneeheide, Zwergbuchs, Alpen-Leinblatt und Arnika. Der Naturhof Faßmannsreuther Erde bemüht sich um die Erhaltung und Verbreitung der Arnika. Der sich im Osten des Bergrückens befindliche aufgelassene Serpentinit-Steinbruch ist für den Besucher nicht zugänglich. Durch den damaligen Gesteinsabbau entstand ein Lebensraum für felsbrütende Vogelarten, felsbewohnende Farne, Moose und Flechten. Das Areal mit dem grundwassergefüllten Steinbruch ist auch ein Rückzugsgebiet für selten gewordene Reptilien, Amphibienarten und Insekten.

## Wirtschaftlicher Nutzen
Zunächst wurden im Steinbruch an der Ostseite des Haidberges im Einmannbetrieb ohne maschinelle Hilfe Steine gebrochen und zu Schotter verarbeitet. 1948 verkaufte der Markt Zell das Gelände an den damaligen Landkreis Münchberg, der mit dem Einsatz eines mechanischen Steinbrechers Schotter für den Straßenbau herstellen ließ. Von 1960 bis 1982 pachtete die Firma Jahreis aus Hof das Gelände und stellte in dem Bruch Schottermaterial her. 1987 ließ der nunmehrige Besitzer, der Landkreis Hof, alle noch bestehenden Gebäude abreißen und einen Damm zur Straße hin errichten. Das Gelände wurde eingezäunt und der Eingangsbereich mit einem Tor verschlossen.

## Der Teufelsbrunnen
Südwestlich vom Haidberg quillt in einer Höhenlage von 600 Metern mitten in einer Wiese in der Nähe eines Weidenbusches ein Sauerbrunnen aus der Erde, der seit 1783 in Karten eingezeichnet ist. Die Quellfassung besteht aus Serpentinit-Gestein. Die Quelle führt Wasser zum Lübnitzbach, der in die Ölschnitz mündet und in den Weißen Main fließt. Die Wiese östlich der Quelle heißt Teufelswiese und die sich östlich anschließende Wiese Himmelswiese. Unklar ist der Standort und Name einer Kapelle, die in der Nähe des Teufelsbrunnens oder auf dem Haidberg selbst gestanden haben soll. Genannt werden die Namen „Heiliger Rupprecht“ oder „St. Otting“.

## Karten
- Bayerisches Landesvermessungsamt: Topographische Karte 1:25.000, Blatt 5836 Münchberg